# Discovery Channel (Australia e Nuova Zelanda)
Discovery Channel Australia è una rete televisiva tematica australiano-neozelandese di proprietà del gruppo Warner Bros. Discovery. La versione australiana di Discovery Channel era precedentemente gestita da XYZnetworks, che possiede, anche, i diritti esclusivi di distribuzione per il canale.
Il canale iniziò le trasmissioni nel luglio 1995, sostituendo il canale documentaristico Quest lanciato nell'aprile 1995 sempre da XYZnetworks.
Dalla rinominazione di Travel & Adventure a Travel & Living, una buona parte dei programmi di genere documentaristico (incluse le prime serie originali) è stata rimossa dal canale. Dal 29 marzo 2009, Discovery ha "rimarchiato" il canale facendo trasmettere Discovery Channel US anche sulle televisioni australiane. È stato aggiunto anche il nuovo slogan The World Is Just Awesome.
Discovery Channel ha altri canali affiliati di cui fanno parte Discovery Home & Health, Discovery Science, Discovery Travel & Living e Discovery Turbo. Discovery Channel e Turbo hanno entrambi un canale chiamato Discovery +2 che ritrasmette 2 ore dopo i programmi trasmessi sui canali stessi.

## Programmazione
- X-Ray Mega Airport (2013 - in corso)[4][5]
- Saltwater Heroes (2015 - in corso)[6]
- Question Everything (2016)[7]
- Sydney Harbour Undercovered (2016)[7]